# Nepomucenówka
Nepomucenówka (biał. Непамацынаўка, Niepamacynauka; ros. Непомациновка, Niepomacynowka) – wieś na Białorusi, w obwodzie brzeskim, w rejonie prużańskim, w sielsowiecie Suchopol.
W latach 1921–1939 wieś i folwark należał do gminy Suchopol.
Według Powszechnego Spisu Ludności z 1921 roku wieś i folwark zamieszkiwało 98 osób, wśród których jedna była wyznania rzymskokatolickiego, 83 prawosławnego a 4 mojżeszowego. Jednocześnie jeden mieszkaniec zadeklarował polską przynależność narodową, 83 białoruską a 4 żydowską. Żydzi mieszkali na terenie folwarku. Było tu 19 budynków mieszkalnych.
Urodził się tu Pawieł Droń.